# فرعون (مسلسل)
فرعون، مسلسل تلفزيوني مصري عرض في رمضان 1434هـ/2013م .

## قصة المسلسل
تدور أحداث المسلسل حول رحله صعود شخصيه «فرعون» التي يجسدها الفنان خالد صالح بدايةً من القاع وصولاً إلى القمة، عبر العديد من الصعاب والمشاكل التي كان عليه التغلب عليها في طريقه.

## بطولة
- لمياء الأمير
- خالد صالح
- جومانا مراد
- دينا
- أحمد صفوت
- صبري فواز
- أحمد فؤاد سليم
- رحاب الجمل
- محمود غريب
- سامي مغاوري
- حنان يوسف
- يوسف عثمان
- عبد الرحيم حسن
- ياسر علي ماهر
- جميل برسوم
- ممدوح مداح
- كمال سليمان
- عبد المنعم رياض
- ليلى عرابي
- سيد رجب
- تميم عبده
- عبد الحكيم قطيفان
- طارق عبد العزيز
- أحمد حلاوة
- محمد عزازي
- أميرة نايف